# Abdurrahman Nokshiqi
Abdurrahman Nokshiqi lub Abi Nokshiqi (ur. 1941 w Peciu, zm. 2000 w Prisztinie) – jugosłowiański i kosowski tancerz baletowy i choreograf. Jako pierwszy kierował utworzonym w 1972 roku zespołem baletowym Narodowego Teatru Kosowa.
Jego spektakl Odisea shqiptare został zakazany przez władze jugosłowiańskie, gdyż miał zawierać elementy nacjonalistyczne.